# مستعر أعظم SN 1993J

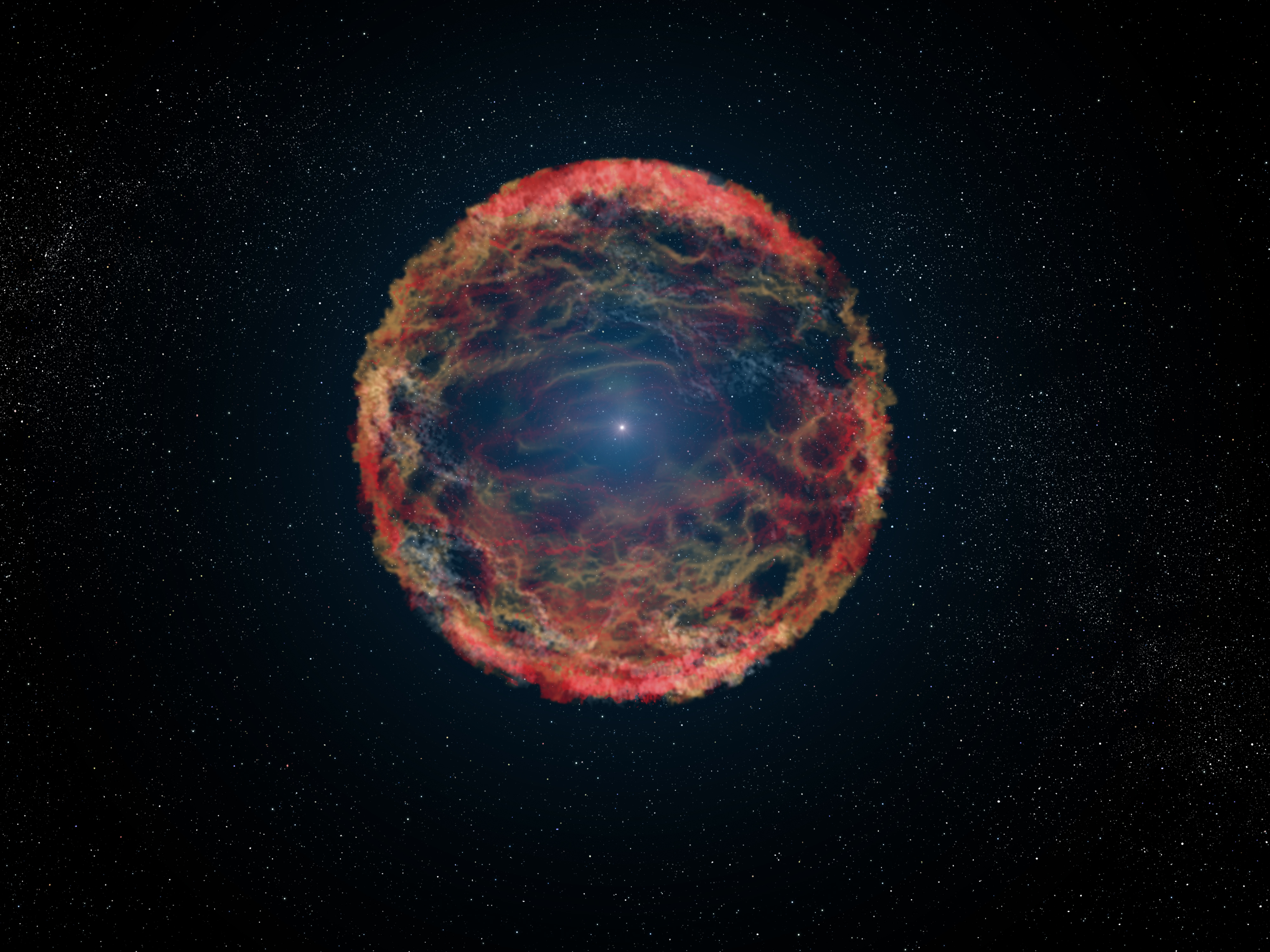
انطباع الفنان عن سوبرنوفا 1993J

SN 1993J هو مستعر أعظم شوهد في المجرة M81 . تم اكتشافه في 28 مارس 1993 بواسطة "إف. غارسيا" في إسبانيا .  في ذلك الوقت ، كان ثاني أكبر مستعر أعظم سطوعًا من النوع الثاني لوحظ في القرن العشرين بعد المستعر SN 1987A ،  وبلغ ذروته بقدر ظاهري المرئي 10.7 في 30 مارس ، مع ذروة ثانية بقدر ظاهري 10.86 في 18 أبريل 
تغيرت الخصائص الطيفية للمستعر الأعظم بمرور الوقت. في البداية ، بدا وكأنه مستعر أعظم من النوع الثاني (مستعر أعظم يتكون من انفجار نجم عملاق) مع انبعاث خط طيفي هيدروجين قوي ، ولكن فيما بعد تلاشت خطوط الهيدروجين وظهرت خطوط طيفية الهيليوم قوية ، مما يجعل المستعر الأعظم يبدو أشبه بنوع Ib.   علاوة على ذلك ، فإن الاختلافات في لمعان SN 1993J بمرور الوقت لم تكن مثل الاختلافات التي لوحظت في المستعرات العظمى الأخرى من النوع الثاني   ولكنها تشبه الاختلافات التي لوحظت في النوع Ib.  وبالتالي ، تم تصنيف المستعر الأعظم على أنه مستعر أعظم نوع IIb ، فئة وسيطة بين النوع II والنوع Ib.  أشارت النتائج العلمية من هذا المستعر الأعظم إلى أن المستعرات العظمى من النوع Ib و Ic قد تشكلت بالفعل من انفجارات النجوم العملاقة من خلال عمليات مشابهة لما يحدث في النوع الثاني من المستعرات العظمى.   تم استخدام المستعر الأعظم أيضًا لتقدير مسافة 8.5 ± 1.3 مليون سنة ضوئية (2.6 ± 0.4 مليون فرسخ فلكي ) بين الأرض والمجرة مسييه 81. 
تم اكتشاف أصداء ضوئية من الانفجار في وقت لاحق. 
تم تحديد سلف SN 1993J في الصور الأرضية قبل الانفجار.  وقد لوحظ أن السلف هو نجم عملاق من النوع K ، مع وجود فائض في الأشعة فوق البنفسجية ربما بسبب النجوم الساخنة المحيطة أو رفيق ثنائي ساخن. بينما يقع المستعر الأعظم في منطقة يوجد بها نجوم شابة ضخمة .  كشف القياس الضوئي الذي تلى باستخدام تلسكوب هابل الفضائي والتحليل الطيفي باستخدام تلسكوب Keck 10m الذي قدمه الباحث الفلكي "موند" والمتعاونون معه عن وجود العملاق B المشتبه به منذ فترة طويلة كنجم رفيق . 

## أنظر أيضا
- تاريخ مراقبة المستعر الأعظم
- قائمة المستعرات الأعظمية
- مستعر أعظم SN 2011fe
- مستعر أعظم SN 2014J

## روابط خارجية
- فيديو عن انطباع الفنان عن نظام السلف الثنائي SN 1993J
- منحنيات وأطياف الضوء نسخة محفوظة 2017-10-22 على موقع واي باك مشين. في كتالوج Open Supernova نسخة محفوظة 3 مارس 2016 على موقع واي باك مشين.
- NASA Astronomy Picture of the Day: Supernova Survivor (12 February 2004)